# John Herrington
Ne doit pas être confondu avec John S. Herrington.
Pour les articles homonymes, voir Herrington.
John Bennett Herrington, né le 14 septembre 1958 à Wetumka (Oklahoma), est un astronaute américain et un vétéran d'une mission de la navette spatiale. Il est le premier membre d'une tribu amérindienne (Chicacha) à avoir volé dans l'espace.

## Vol réalisé
Il participe au vol STS-113, lancé le 24 novembre 2002. Durant ce vol, il emporte avec lui une plume d'aigle décorée de perles cyan (couleur du ciel), jaunes, rouges, blanches, noires (représentant les humains) et vertes (la Terre). Cette plume lui a été offerte par Mato Gi.

## Honneur
L'astéroïde (127030) Herrington a été nommé en son honneur le 27 janvier 2021, dans la Minor Planet Circular no 128945.